# Johan Laurentz
Lars Johan Laurentz, född 22 juni 1851 i Kristinehamn, död 20 juli 1901 i Djursholm, var en svensk arkitekt. Huvuddelen av Laurentz produktionen återfinns i Stockholm där han ritat ett femtiotal byggnader, varav många i påkostade lägen längs stadens paradgator.

## Utbildning
Laurentz utbildade sig vid Tekniska elementarskolan i Örebro (1867–1868) och flyttade därefter till huvudstaden för studier vid Konstakademien. På 1870-talet praktiserade han i bröderna Kumliens arkitektkontor, därefter följde fortsatta studier utomlands vid École nationale des arts décoratifs i Paris (1882–1884) och vid Wiens konstakademi (1884–1886). I slutet av 1880-talet bosatte han sig i Stockholm och öppnade eget arkitektkontor.

## Stilval och produktion

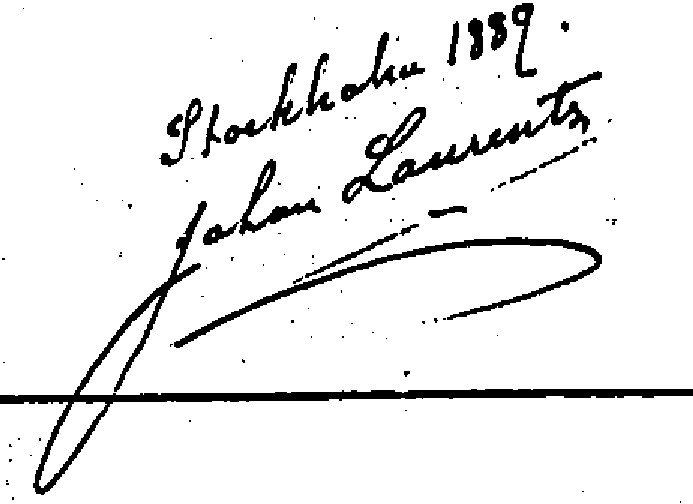
Namnteckningen, 1889

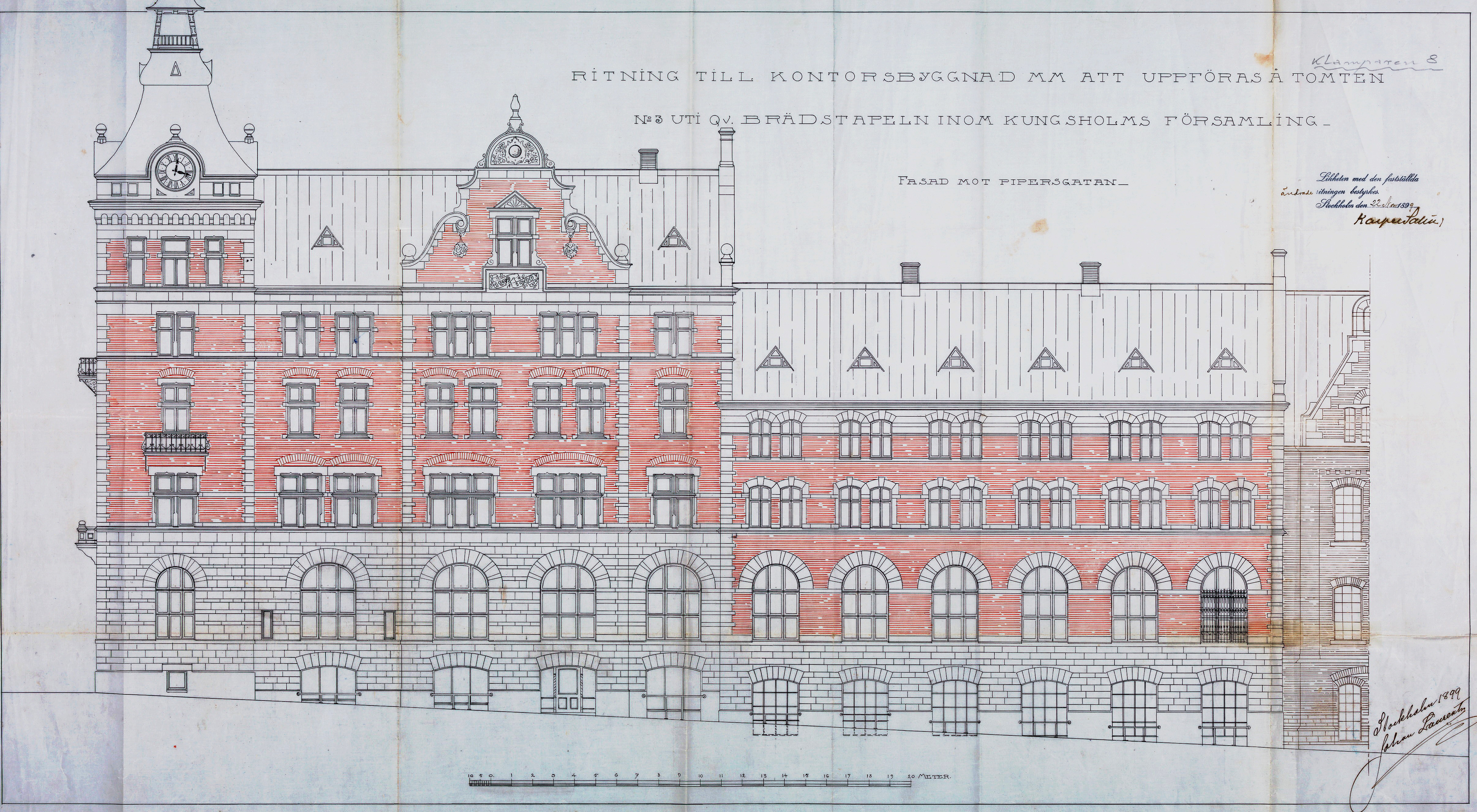
Fasadritning för AB Separators huvudkontor, 1899.

Laurentz hann rita ett femtiotal byggnader i Stockholm, många mycket påkostade, under de 15 år han verkade i staden. Stilmässigt följde han tidens strömningar; under det tidiga 1880-talet dominerar putsarkitekturens klassiska former i vilka han skolats hos bröderna Kumlien. I 1880-talets slut byts putsen mot tegel genom de nordeuropeiska renässansinfluenser som blev rådande i stadsbyggandet. Genom att blanda mönstermurningar i tegel med putsornament skapades en dekorativ kontrastverkan. Mot 1890-talets slut dominerar de äkta materialen och flera av byggnaderna kläs helt i natursten. Den stadsbildmässiga effekten förstärks av de många hörnfastigheterna, exempelvis på paradgatan Strandvägen där Laurentz ritat fem hörnhus.
Entréer och trapphus var rikt dekorerade, och det var inte ovanligt att våningar i mer påkostade lägen försågs med målningsdekor i tak och väggfält. Arkitekten var även känd för sina goda planlösningar på svåra tomter.
Huvuddelen av Laurentz produktion består av bostadshus, men han har även ritat AB Separators huvudkontor vid Fleminggatan, bolagets sanatoriebyggnader vid Hamra, LM Ericssons fabrik, Tulegatan i Stockholm samt Hamngatspalatset vid Hamngatan (rivet 1966). Ritningarna för Svenska Lifs hus vid Norrmalmstorg och Trefaldighetskyrkan, Stockholm bär hans namn. Setterwallska villan i Nacka är numera byggnadsminne.
Genom sin nära samverkan med grosshandlaren och byggherren Isaak Hirsch förmedlades flera projekt i trakterna kring Sundsvall, bland annat det Hirschska huset.
Johan Laurentz är begravd på Norra begravningsplatsen utanför Stockholm.

## Bilder av verk (urval)

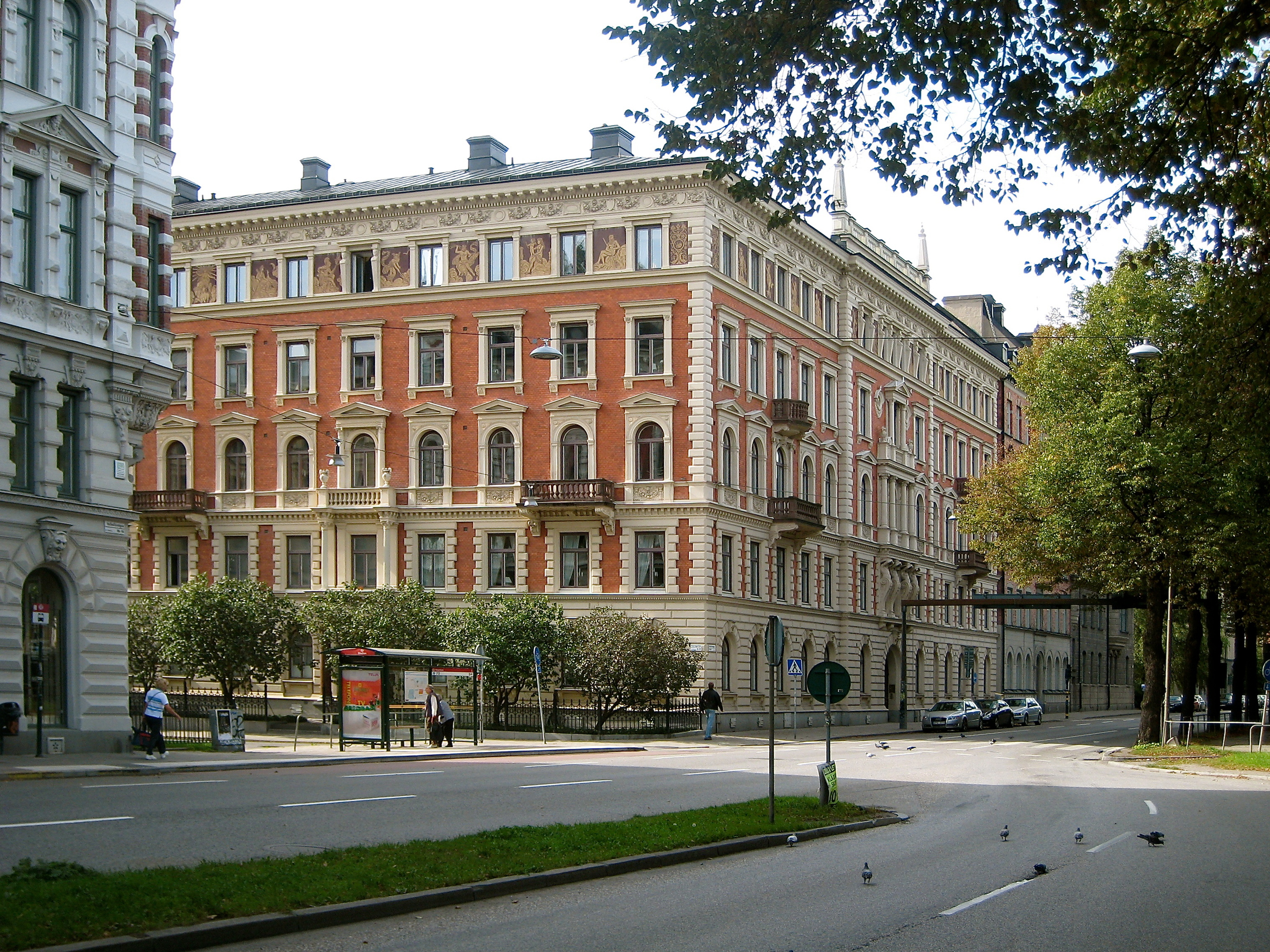
Valhallavägen 92, Stockholm
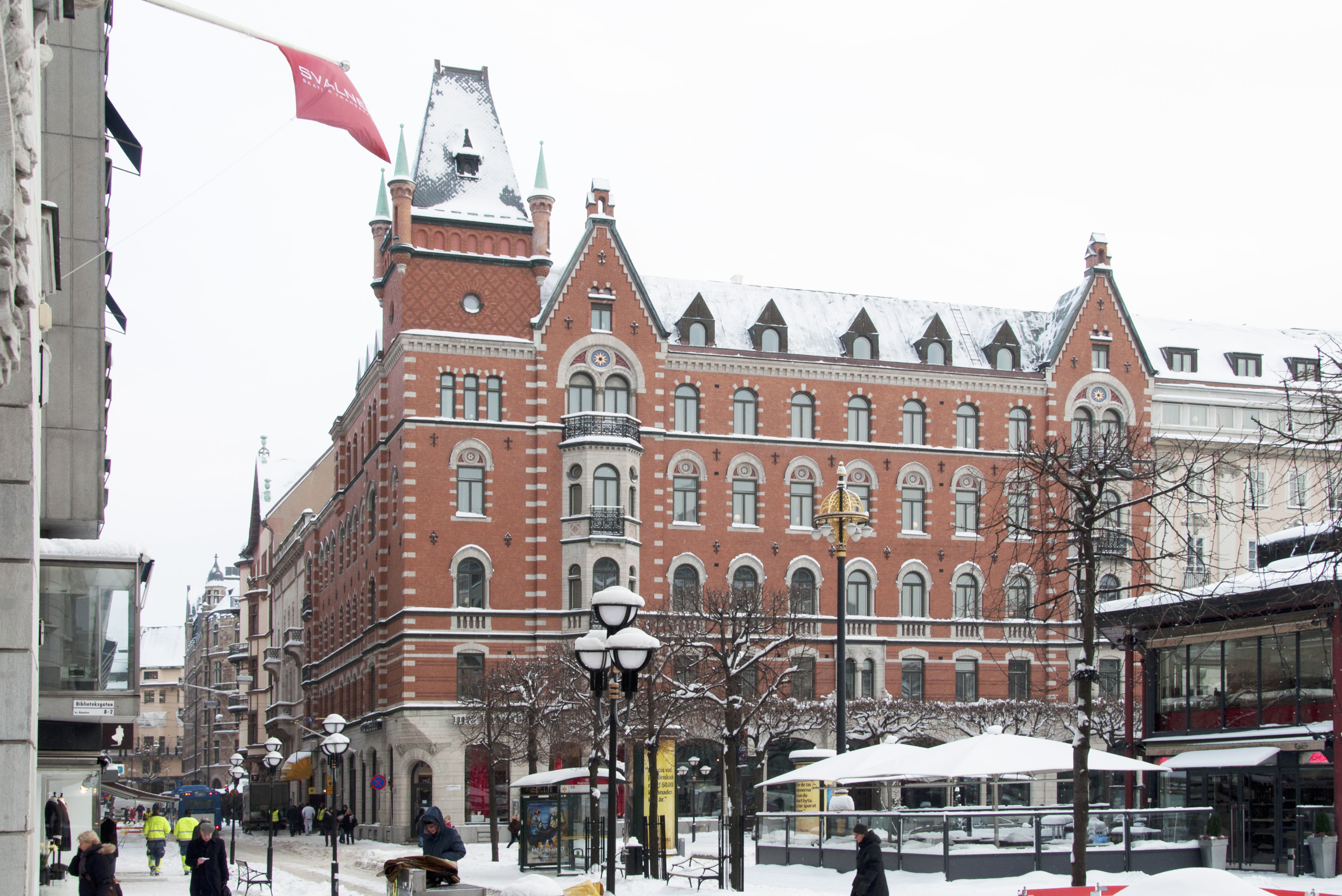
Norrmalmstorg 4
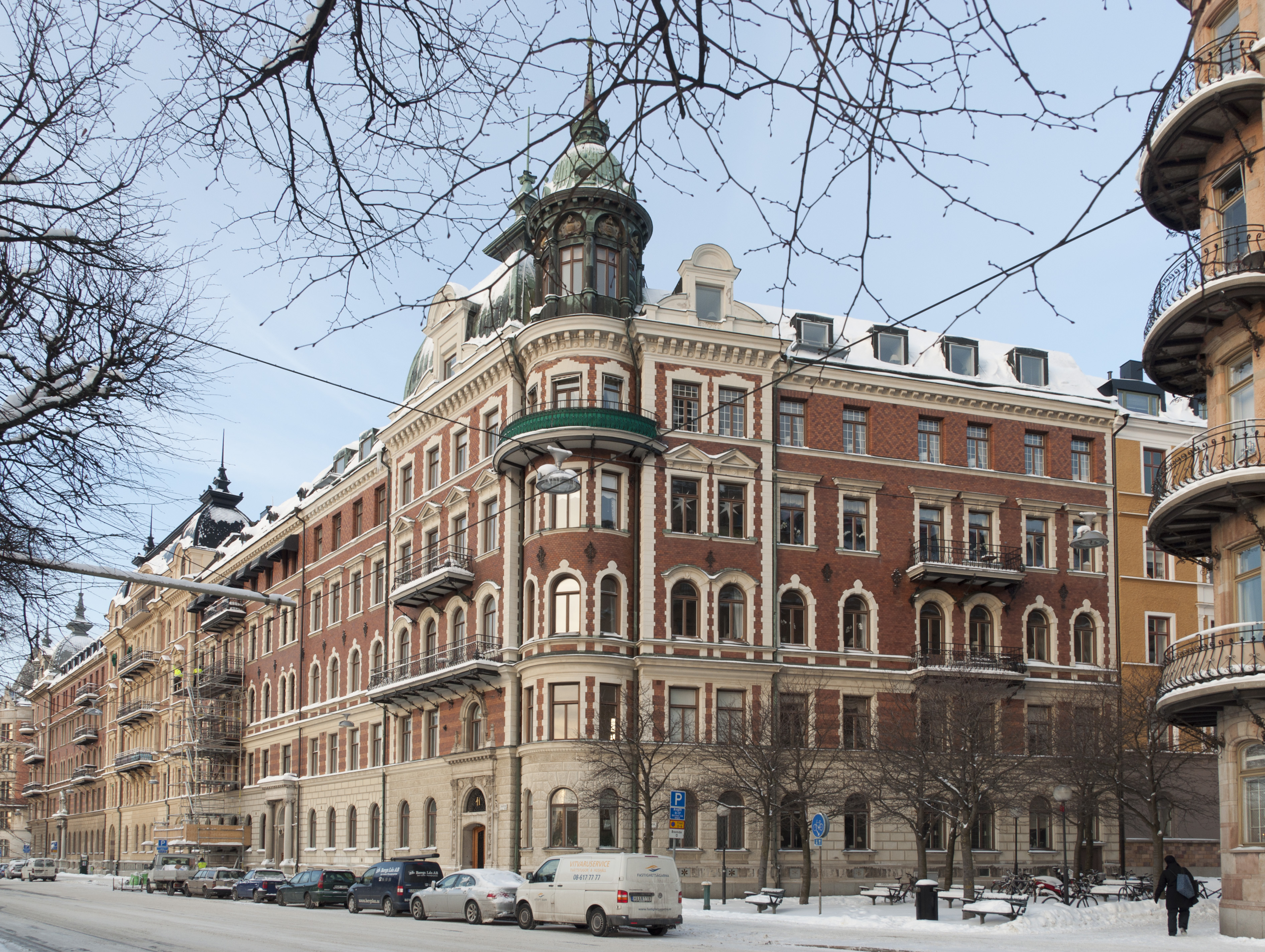
Strandvägen 35–41
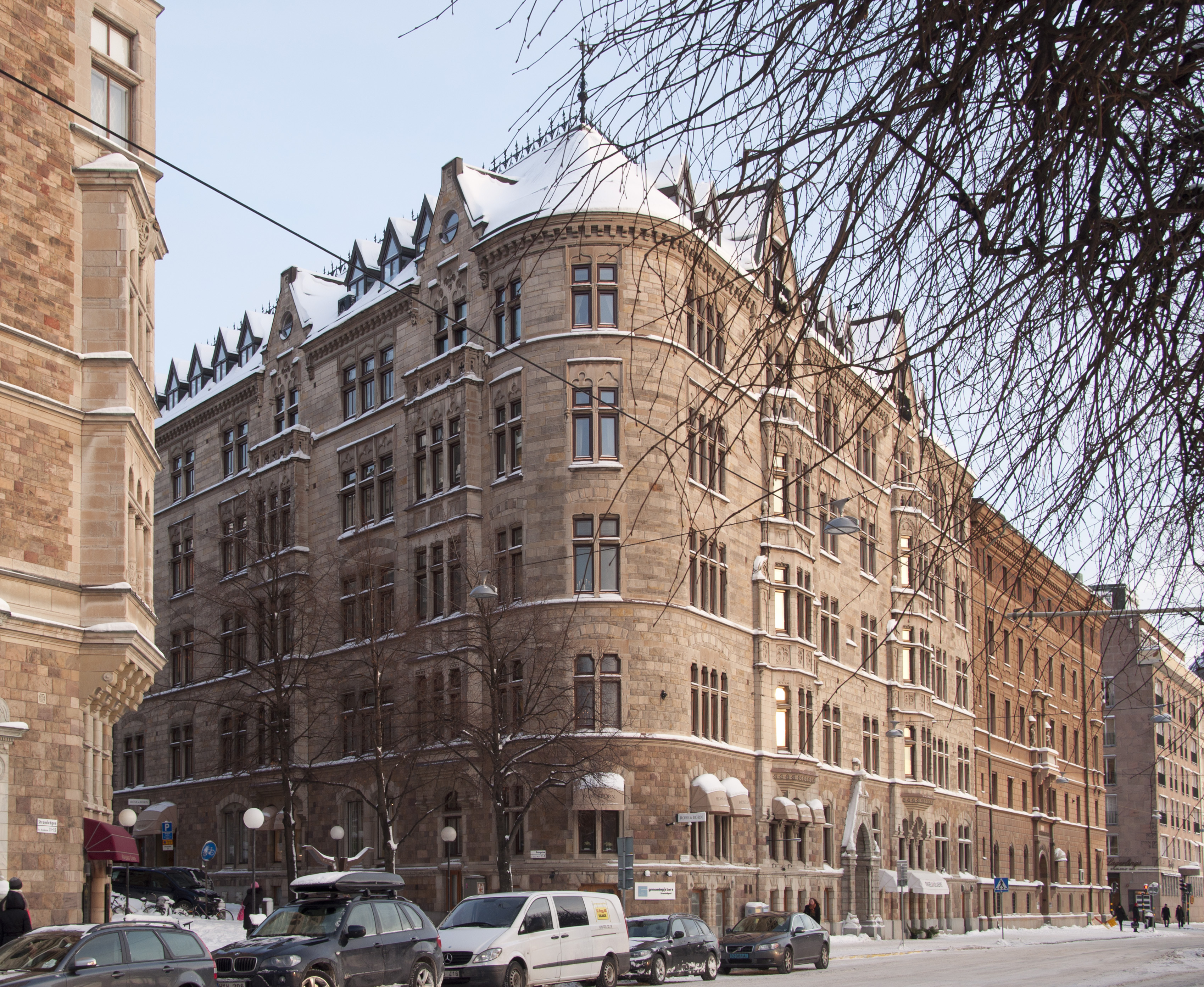
Strandvägen 17
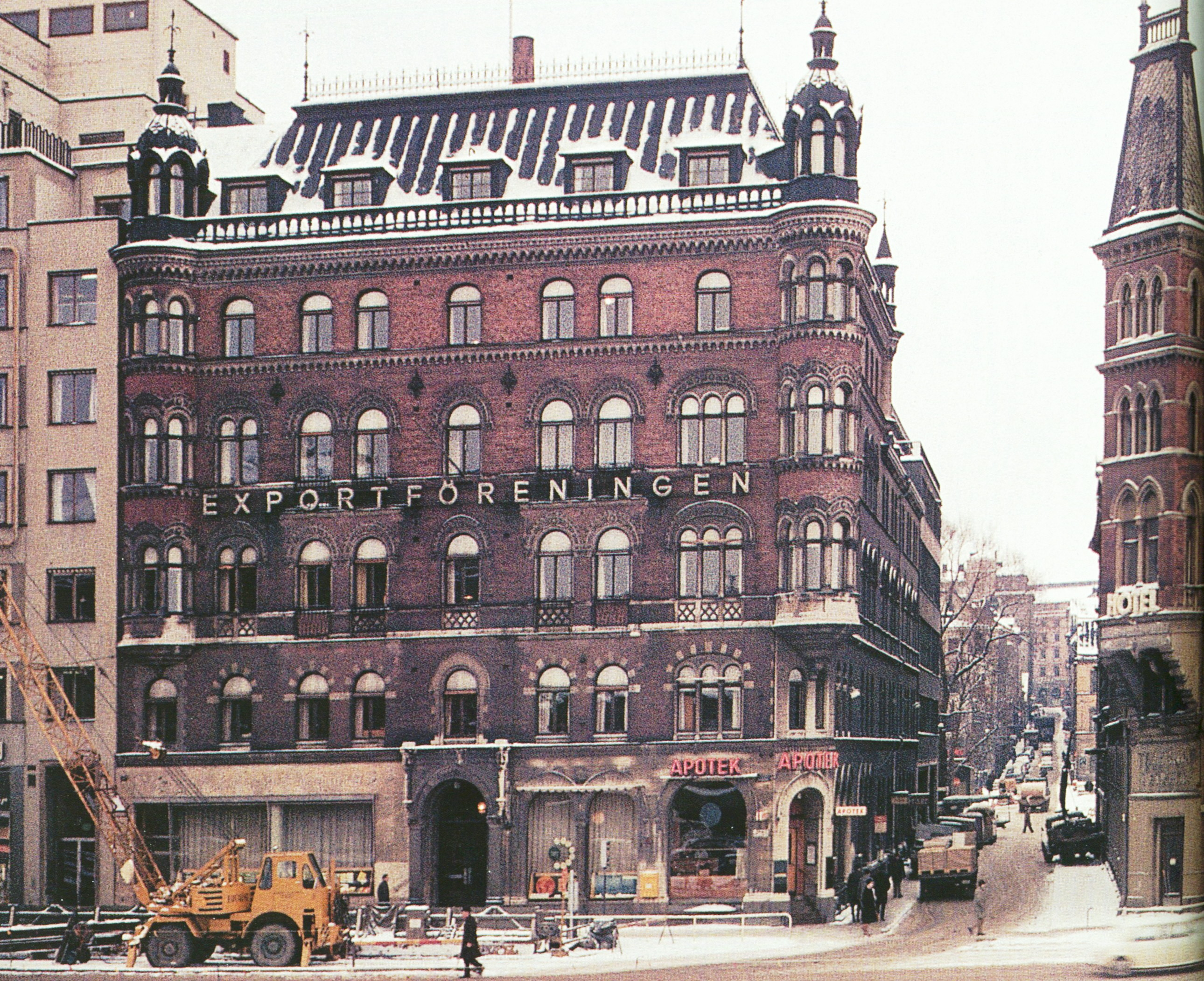
Vasagatan 12 (revs 1967)

## Förteckning över uppförda byggnader i Stockholm[4][7]
| Bild | Huvudartikel Fastighet            | Gata                 | Bygglov      |
| ---- | --------------------------------- | -------------------- | ------------ |
|      | Barnhuset 8 & 9                   | Barnhusgatan 8 - 10  | 1889         |
|      | Barnhuset 20                      | Barnhusgatan 16      | 1897         |
|      | Blåklinten 8                      | Upplandsgatan 67     | 1899         |
|      | Gnistan 2                         | Karlavägen 74        | 1887         |
|      | Granen 14                         | Floragatan 21        | 1886         |
|      | Guldfisken 4                      | Kommendörsgatan 16   | 1889         |
|      | Guldfisken 5                      | Nybrogatan 59        | 1889         |
|      | Humlegården 48                    | Linnégatan 6         | 1883         |
|      | Hägerberget 52                    | Tegnérgatan 3        | 1889         |
|      | Italien Större 16                 | Snickarbacken 2      | 1898         |
|      | Jungfrun 4                        | Sibyllegatan 18      | 1889         |
|      | Järnlodet 9                       | Nybrogatan 26        | 1898         |
|      | Kasernen 11                       | Torstenssonsgatan 13 | 1890         |
|      | Kasernen 14                       | Torstenssonsgatan 7  | 1894         |
|      | Kasernen 7                        | Grev Magnigatan 18   | 1891         |
|      | Klamparen 8                       | Fleminggatan 8       | 1899         |
|      | Klippan 9                         | Strandvägen 9        | 1897         |
|      | Krabaten 2                        | Strandvägen 15       | 1896         |
|      | Laxöringen 8                      | Nybrogatan 40        | 1887         |
|      | Linden 15                         | Östermalmsgatan 44   | 1892         |
|      | Lindormen 1                       | Riddargatan 33       | 1896         |
|      | Lärjungen 2 (t.s.m. Victor Bodin) | Torsgatan 10         | 1902 (riven) |
|      | Midgård 22                        | Dalagatan 70         | 1894         |
|      | Polacken 13                       | Brunnsgatan 21A      | 1888         |
|      | Pumpstocken 11                    | Biblioteksgatan 10   | 1895         |
|      | Renen 18                          | Valhallavägen 112    | 1887         |
|      | Repslagaren 13                    | Majorsgatan 5        | 1893         |
|      | Rosen 15                          | Hälsingegatan 15     | 1889         |
|      | Räven 2                           | Nybrogatan 76        | 1885         |
|      | Sergeanten 1                      | Strandvägen 35       | 1890         |
|      | Sergeanten 6                      | Strandvägen 41       | 1890         |
|      | Sergeanten 7                      | Strandvägen 39       | 1890         |
|      | Sergeanten 8                      | Strandvägen 37       | 1889         |
|      | Sjöråen 19                        | Luntmakargatan 68 A  | 1898         |
|      | Sjöråen 20                        | Kungstensgatan 29    | 1898         |
|      | Skotten 9                         | Kungsgatan 51        | 1889         |
|      | Skravelberget Mindre 7            | Norrmalmstorg 4      | 1890         |
|      | Skålen 20                         | Karlbergsvägen 70 A  | 1897         |
|      | Skären 6                          | Norrmalmstorg 16     | 1898         |
|      | Storken 4                         | Valhallavägen 130    | 1894         |
|      | Taktäckaren 2                     | Tulegatan 15 –19     | 1890         |
|      | Uggleborg 14                      | Vasagatan 12         | 1891 (rivet) |
|      | Vakteln 11                        | Lill-jans Plan 1     | 1895         |
|      | Västergötland 19                  | Högbergsgatan 40     | 1889         |
|      | Västergötland 20                  | Götgatan 40          | 1889         |
|      | Ädelman Mindre 11                 | Strandvägen 17       | 1895         |
|      | Älgen 13                          | Valhallavägen 104    | 1887         |